# Jeryn Hogarth
Jeryn Hogarth  é um personagem fictício que aparece nas revistas em quadrinhos americanas publicadas pela Marvel Comics. Criado por Chris Claremont e John Byrne, sua primeira aparição foi em Iron Fist #6 (Agosto de 1976). Advogado brilhante que serve á família Rand, Hogarth é um grande amigo e um aliado do Punho de Ferro e vários outros super-heróis associados aos Heróis de Aluguel.
Carrie-Anne Moss interpreta uma versão feminina do personagem renomeado Jeri Hogarth em várias séries de televisão do Universo Cinematográfico Marvel, sendo parte do elenco principal de Jessica Jones e fazendo participações em Daredevil, Iron Fist e The Defenders.

## Biografia ficcional do personagem
Após a morte de Wendell Rand, Hogarth tornou-se o executor de sua propriedade. Ele manteve o filho de Wendell, Punho de Ferro, sob vigilância após seu retorno á cidade, contratou Misty Knight e Colleen Wing para contatá-lo e verificar se ele era verdadeiramente o filho de seu amigo. Confirmando a identidade de Danny, Hogarth organizou um encontro com Joy Meachum para discutir o retorno da metade do trabalho do pai de Danny de seu empreendimento comum a seu legítimo herdeiro.
Quando Luke Cage e Punho de Ferro fundaram a Heróis de Aluguel, Inc., uma pequena empresa licenciada pelo estado que oferecia uma linha completa de serviços profissionais de investigação e proteção, Jeryn Hogarth se tornou advogado do grupo e representante comercial.
Durante o arco de história "Guerra Civil" (2006-2007), Hogarth se opõe ao Ato e Registro de Super Humanos. Jeryn impediu o Homem de Ferro de prender Danny Rand, afirmando que ele já é uma arma letal registrada no país.

## Em outras mídias

Carrie-Anne Moss como Jeri Hogarth em Jessica Jones.

Jeri Hogarth, uma versão feminina do personagem, aparece nas séries da Netflix do Universo Cinematográfico Marvel, interpretada por Carrie-Anne Moss. Ela é a primeira personagem lésbica do Universo Cinematográfico Marvel. Hogarth é advogada do escritório de advocacia de Hogarth, Chao & Benowitz, na cidade de Nova York.
- Jeri Hogarth é introduzida pela primeira vez na primeira temporada de Jessica Jones, onde ela fornece Jessica Jones com casos, mesmo que ela discorda com os métodos de Jessica de lidar com eles. Seu relacionamento com Jessica leva Jeri a se envolver com o criminoso telepático Killgrave e Hope Schlottman, uma mulher inocente manipulada por Killgrave em assassinar seus pais. Isso finalmente resulta na tentativa de Killgrave de assassinar Jeri telepaticamente forçando a ex-esposa alienada de Jeri, Wendy, em esfaqueá-la até a morte. Isso é evitado através da intervenção da secretária Jeri, Pam, com quem Jeri tem tido um caso, que mata Wendy, antes de romper com Jeri, por descobrir o tipo de pessoa Jeri é. Depois que Jessica mata Killgrave, Jeri está presente em seu interrogatório e convence a polícia a deixá-la ir.
- No início da segunda temporada de Demolidor, menciona-se que Jeri contratou a namorada de Foggy Nelson, Marci Stahl, depois que a maior parte da Landman & Zack foi presa por ajudar Wilson Fisk. No final da segunda temporada, Jeri se aproxima Foggy[8] e oferece-lhe um emprego em Hogarth, Chao & Benowitz, tendo ficado muito impressionado com a defesa legal de Foggy de Frank Castle. Matt Murdock persuade Foggy a aceitar a oferta de Hogarth como uma maneira de seguir em frente.
- Jeri é um personagem recorrente em Punho de Ferro. É revelado que ela trabalhou no departamento jurídico da Rand Enterprises e tinha uma desconfiança por Harold Meachum. Quando Danny Rand retorna pela primeira vez a Nova York, ele procura Jeri como visto em "Rolling Thunder Cannon Punch". Jeri oferece para ajudá-lo a provar sua identidade e leva seu caso pro bono por respeito a seu pai com a condição de ele colocar seu escritório de advocacia em retentor permanente com a Rand Enterprises se eles conseguir a disputa com Ward Meachum e Joy Meachum. No episódio "Eight Diagram Dragon Palm", Jeri está presente quando Ward Meachum nas ordens de Harold anuncia que Danny Rand está vivo. Ela mais tarde organiza a papelada para ser enviada para Danny para ele assinar. No episódio "Dragon Plays with Fire", Ward contrata Jeri para ajudar a provar a inocência de Danny depois que Harold o incriminou por contrabando de drogas. Ela ficou surpresa ao ver Harold vivo enquanto ele alegou que ele passou por terapia genética e criogênicos. Quando abordada por Claire Temple, Jeri diz a Danny sobre as acusações da DEA sobre Danny Rand e Colleen Wing, onde ela sugere que eles provem sua inocência. Após a morte de Harold Meachum, Jeri está presente com Danny e Ward quando eles têm o corpo de Harold cremado para que ele não possa ser trazido de volta à vida.
- Hogarth  faz uma única aparição em Os Defensores.[9][10] No episódio "Mean Right Hook", Jeri rastreia Jessica e insiste para ela ter cautela depois que um caso de pessoas desaparecidas dela descobre um cache acumulado de explosivos, causando maior atenção policial. Ainda não confiando em Jessica, Jeri pede a Foggy para ficar de olho em Jessica, sem saber que Foggy então acaba passando esta tarefa para Matt.